# Liste des châteaux du Puy-de-Dôme
Cet article recense de manière non exhaustive les châteaux (de défense ou d'agrément), maisons fortes, mottes castrales, situés dans le département du Puy-de-Dôme.

## Liste
| Icône            | Signification    | Abréviations             | Abréviations                  | Abréviations             | Abréviations           |
| ---------------- | ---------------- | ------------------------ | ----------------------------- | ------------------------ | ---------------------- |
| Château fort     | Château fort     | = Bastide                | = Ferme fortifiée             | = Maison forte           | = (Néo-)Palladianisme  |
| Renaissance      | Renaissance      | = Château gascon         | = Folie (montpelliéraine)     | = Manoir, Gentilhommière | = Résidence épiscopale |
| Domaine viticole | Domaine viticole | = Classicisme, classique | = Forteresse, fort(ification) | = Maison (noble)         | = Style Beaux-Arts     |
| Palais           | Palais           | = Commanderie            | = Gothique (flamboyant)       | = Néo-baroque            | = Style Second Empire  |
| Ruine ou disparu | Ruine, disparu   | = Château pinardier      | = Hôtel particulier           | = Néo-classique          | = Style italianisant   |
|                  |                  | = Demeure seigneuriale   | ... = Style Louis XII...XVI   | = Néo-gothique           | = Style troubadour     |
|                  |                  | = Éclectisme             | = Logis (seigneurial)         | = Néo-Renaissance        | = Villa (de Nice)      |
| Baroque, rococo  | Baroque, rococo  | = Édifice religieux      | = Motte castrale/féodale      | = Pavillon de chasse     | = Styles du XXe siècle |

| Type                                           | Château                                                 | Commune                                | Protection | Notes                                                     | Coordonnées                 | Illustration |
| ---------------------------------------------- | ------------------------------------------------------- | -------------------------------------- | --- | --------------------------------------------------------- | --------------------------- | ------------ |
| Manoir, gentilhommière                         | Manoir d'Apchat                                         | Apchat                                 | Inscrit MH (1983) · Notice no PA00091863                                                                         | XVe siècle, XVIIIe siècle                                 | 45° 23′ 24″ N, 3° 08′ 47″ E |              |
| Classicisme, classique                         | Château d'Aulhat                                        | Aulhat-Flat                            | |                                                           | 45° 34′ 19″ N, 3° 18′ 45″ E |              |
| Château fort · Néo-Renaissance                 | Château d'Aulteribe                                     | Sermentizon                            | Classé MH (1949) · Notice no PA00092422                                                                          | XVe siècle, XVIIe et XIXe siècles, visitable              | 45° 46′ 30″ N, 3° 29′ 56″ E |              |
| Classicisme, classique                         | Château de Banson                                       | Combronde                              | |                                                           | 45° 58′ 11″ N, 3° 04′ 32″ E |              |
| Renaissance · Classicisme, classique           | Château de Barante                                      | Dorat                                  | | XVIIe et XIXe siècles                                     | 45° 52′ 49″ N, 3° 29′ 44″ E |              |
|                                                | Château de Bardon                                       | Riom                                   | |                                                           | 45° 53′ 25″ N, 3° 06′ 35″ E |              |
| Renaissance                                    | Château de la Barge                                     | Courpière                              | Inscrit MH (1926) · Notice no PA00117766                                                                         | XVIe siècle                                               | 45° 44′ 47″ N, 4° 41′ 28″ E |              |
| Château fort · Renaissance                     | Château de la Bâtisse                                   | Chanonat                               | Classé MH (1970, 1997) · Notice no PA00091947 · Notice no IA63000864 · Jardin remarquable · Notice no JAR0000020 | XIVe et XVe siècles, XVIIIe siècle                        | 45° 41′ 30″ N, 3° 05′ 04″ E |              |
| Maison forte · Néo-classique                   | Château de Beaubois                                     | Lezoux                                 | Inscrit MH (1982) · Notice no PA00092153                                                                         | XIVe et XVe siècles, XVIIIe et XIXe siècles               | 45° 52′ 01″ N, 3° 23′ 18″ E |              |
| Maison forte                                   | Château de Beaurecueil                                  | Nonette                                | Inscrit MH (2010) · Notice no PA00092219                                                                         | XVe et XVIIIe siècles                                     | 45° 29′ 36″ N, 3° 16′ 43″ E |              |
| Château fort                                   | Château de Bellevue                                     | Mezel                                  | Inscrit MH (1926) · Notice no PA00092186                                                                         | XIIe et XIIIe siècles                                     | 45° 45′ 19″ N, 3° 14′ 30″ E |              |
| Manoir, gentilhommière                         | Château de Beyssat                                      | Maringues                              | Inscrit MH (2012) · Notice no PA63000110                                                                         | XVIIIe et XIXe siècles                                    | 45° 53′ 56″ N, 3° 19′ 49″ E |              |
| Manoir, gentilhommière · Néo-classique         | Château de Blanzat                                      | Blanzat                                | Inscrit MH (1991) · Notice no PA00092537 · Jardin remarquable · Notice no JAR0000019                             | XVIIIe et XIXe siècles                                    | 45° 49′ 38″ N, 3° 04′ 27″ E |              |
| Château fort · Renaissance                     | Château de Bonnebaud                                    | Saint-Pierre-le-Chastel                | Inscrit MH (2003) · Notice no PA00092381                                                                         | XIIIe – XIXe siècle                                       | 45° 47′ 35″ N, 2° 50′ 25″ E |              |
| Style italianisant                             | Château de Bosredon                                     | Volvic                                 | Inscrit MH (2010) · Notice no PA00092477                                                                         | XIVe et XVe siècles, XVIIIe siècle, Musée Sahut           | 45° 52′ 21″ N, 3° 02′ 20″ E |              |
| Château fort · Ruine ou disparu                | Château de Bostfranchet                                 | Saillant                               | | XIIe siècle                                               | 45° 28′ 09″ N, 3° 54′ 13″ E |              |
| Château fort · Style Louis XIII                | Château de Bourassol                                    | Ménétrol                               | Notice no AP80L016341                                                                                            | XIIIe et XVIIe siècles                                    | 45° 51′ 43″ N, 3° 07′ 17″ E |              |
| Motte castrale ou féodale                      | Motte castrale de Brion                                 | Compains                               | Inscrit MH (2016) · Notice no PA63000120                                                                         |                                                           | 45° 24′ 49″ N, 2° 57′ 39″ E |              |
| Château fort · Ruine ou disparu                | Château de Busséol                                      | Busséol                                | Inscrit MH (1926) · Notice no PA00091927                                                                         | XIIe siècle, visitable                                    | 45° 27′ 58″ N, 3° 12′ 37″ E |              |
| Néo-classique                                  | Château de la Canière                                   | Thuret                                 | | XIXe siècle                                               | 45° 59′ 09″ N, 3° 14′ 41″ E |              |
| Néo-classique                                  | Château des Capponi                                     | Combronde                              | Inscrit MH (1984) · Classé MH (1984) · Notice no PA00092081                                                      | XVIIIe siècle                                             | 45° 58′ 44″ N, 3° 05′ 22″ E |              |
|                                                | Château de Chadieu                                      | Authezat                               | |                                                           |                             |              |
| Classicisme, classique                         | Château de Chalendrat                                   | Mirefleurs                             | « photo », notice no AP80L018292 « photo », notice no AP80L018289                                                | XVIIIe siècle                                             | 45° 41′ 45″ N, 3° 13′ 58″ E |              |
|                                                | Château de Chalus                                       | Chalus                                 | | visitable                                                 |                             |              |
|                                                | Château de Champrobet                                   | Saint-Clément-de-Régnat                | |                                                           |                             |              |
|                                                | Château des Champs                                      | Thiers                                 | Inscrit MH (1926) · Notice no PA00092427                                                                         |                                                           |                             |              |
|                                                | Château de Chantelauze                                  | Olliergues                             | |                                                           |                             |              |
| Château fort                                   | Château de la Chassaigne                                | Thiers                                 | Inscrit MH (1988, 1999) · Notice no PA00092428                                                                   | visitable                                                 |                             |              |
|                                                | Château de Châteaugay                                   | Châteaugay                             | | visitable                                                 |                             |              |
|                                                | Château de Châteldon                                    | Châteldon                              | |                                                           |                             |              |
| Château fort                                   | Château de La Chaux-Montgros                            | Sallèdes                               | | visitable                                                 |                             |              |
|                                                | Château de Chazeron                                     | Loubeyrat                              | | visitable                                                 |                             |              |
| Château fort · Classicisme, classique          | Château du Chéry                                        | Le Vernet-Chaméane (Vernet-la-Varenne) | | Moyen Âge et temps modernes                               | 45° 29′ 04″ N, 3° 26′ 24″ E |              |
| Ruine ou disparu                               | Château Cocu                                            | Auzat-la-Combelle                      | |                                                           |                             |              |
|                                                | Château des Combes                                      | Orcet                                  | |                                                           |                             |              |
| Maison (noble)                                 | Maison Combronde                                        | Combronde                              | Inscrit MH (1984) · Notice no PA00092084                                                                         | XVIe et XVIIe siècles                                     | 45° 58′ 46″ N, 3° 05′ 19″ E |              |
| Château fort · Néo-classique                   | Château de Contournât                                   | Saint-Julien-de-Coppel                 | Notice no PA00092368                                                                                             | XVe et XVIIIe siècles, XIXe siècle                        | 45° 41′ 54″ N, 3° 17′ 30″ E |              |
| Château fort · Ruine ou disparu                | Château de Coppel                                       | Saint-Julien-de-Coppel                 | Inscrit MH (1926) · Notice no PA00092368 · Notice no IA00118548                                                  | XIIIe siècle                                              | 45° 41′ 00″ N, 3° 19′ 52″ E |              |
|                                                | Château de Cordès                                       | Orcival                                | Classé MH (1933) · Notice no PA00092230                                                                          | XVe et XVIIe siècles, visitable                           | 45° 42′ 08″ N, 2° 50′ 22″ E |              |
|                                                | Château de la Côte                                      | Orcet                                  | |                                                           |                             |              |
| Château fort · Classicisme, classique          | Château de Cournon                                      | Cournon-d'Auvergne                     | | XIIe et XVIIe siècles, mairie                             | 45° 44′ 31″ N, 3° 11′ 58″ E |              |
|                                                | Château du Cros Perdrigeon                              | Thiers                                 | |                                                           |                             |              |
|                                                | Château de Crouzol                                      | Volvic                                 | |                                                           |                             |              |
| Motte castrale ou féodale · Ruine ou disparu   | Motte castrale de Cunlhat                               | Cunlhat                                | | Moyen Âge                                                 | 45° 37′ 59″ N, 3° 33′ 27″ E |              |
|                                                | Château-Dauphin                                         | Pontgibaud                             | | visitable                                                 |                             |              |
|                                                | Château de Davayat                                      | Davayat                                | | visitable                                                 |                             |              |
|                                                | Château de Durtol                                       | Durtol                                 | | 42 Avenue de la Paix                                      |                             |              |
|                                                | Château d'Effiat                                        | Effiat                                 | | visitable                                                 |                             |              |
|                                                | Château de Féligonde                                    | Sayat                                  | |                                                           |                             |              |
| Néo-classique                                  | Château de Fontenille                                   | Lezoux                                 | Notice no IA63000881                                                                                             | XIXe siècle                                               | 45° 50′ 06″ N, 3° 22′ 38″ E |              |
|                                                | Château de Franc-Séjour                                 | Thiers                                 | Inscrit MH (2002) · Notice no PA00092444                                                                         |                                                           |                             |              |
| Château fort · Ruine ou disparu                | Château de Gondole                                      | Le Cendre                              | | XIVe siècle                                               | 45° 43′ 03″ N, 3° 12′ 21″ E |              |
|                                                | Château d'Hauterive                                     | Issoire                                | | visitable                                                 |                             |              |
|                                                | Château des Horts                                       | Thiers                                 | Inscrit MH (1976) · Notice no PA00092429                                                                         |                                                           |                             |              |
| Néo-Renaissance                                | Château de Joserand                                     | Jozerand                               | Inscrit MH (2002) · Notice no PA00092147                                                                         | fin XVe siècle complètement remanié au XIXe siècle        | 46° 01′ 28″ N, 3° 05′ 45″ E |              |
| Château fort · Ruine ou disparu                | Château de Lezoux (Tour de Lezoux etc.)                 | Lezoux                                 | « photo », notice no AP80L053443 « photo », notice no AP80L053444                                                | Moyen Age, vestige de la forteresse                       | 45° 49′ 36″ N, 3° 22′ 43″ E |              |
| Ruine ou disparu                               | Château de Lignat                                       | Lussat                                 | |                                                           |                             |              |
| Classicisme, classique · Ruine ou disparu      | Château de Ligones                                      | Lezoux                                 | « photo », notice no AP12R057878 « plan général », notice no AP74P01021                                          | XVIIe et XVIIIe siècles, détruit                          | 45° 50′ 53″ N, 3° 22′ 44″ E |              |
|                                                | Château de Lourse                                       | Joze                                   | | (Maison, ferme)                                           |                             |              |
|                                                | Château de Malauzat                                     | Malauzat                               | |                                                           |                             |              |
|                                                | Château de La Mallarée                                  | Cébazat                                | |                                                           |                             |              |
| Manoir, gentilhommière · Néo-classique         | Manoir de la Manantie                                   | Lezoux                                 | | XIXe siècle                                               | 45° 49′ 36″ N, 3° 22′ 35″ E |              |
| Classicisme, classique                         | Château du Marand                                       | Saint-Amant-Tallende                   | | XVIIIe siècle                                             | 45° 39′ 34″ N, 3° 06′ 23″ E |              |
|                                                | Château du Marchidial                                   | Champeix                               | | vestiges visitable                                        |                             |              |
|                                                | Château des Martinanches                                | Saint-Dier-d'Auvergne                  | | visitable                                                 |                             |              |
|                                                | Château de Maupertuis                                   | Riom                                   | |                                                           |                             |              |
| Ruine ou disparu                               | Château de Mauzun                                       | Mauzun                                 | | visitable                                                 |                             |              |
|                                                | Château de Mezel                                        | Mezel                                  | |                                                           |                             |              |
|                                                | Château de Mirabel                                      | Riom                                   | |                                                           |                             |              |
| Château fort                                   | Château de Mirefleurs                                   | Mirefleurs                             | | Moyen Âge                                                 | 45° 41′ 39″ N, 3° 13′ 20″ E |              |
|                                                | Château de Mons                                         | Arlanc                                 | | visitable                                                 |                             |              |
|                                                | Château de Montboissier                                 | Saint-Germain-l'Herm                   | | colonie de vacances                                       |                             |              |
| Château fort                                   | Château de Montfort                                     | Le Vernet-Chaméane (Vernet-la-Varenne) | « photo », notice no AP80L026770                                                                                 | XVe siècle                                                | 45° 28′ 33″ N, 3° 26′ 58″ E |              |
| Château fort · Ruine ou disparu                | Château de Montguerlhe                                  | Sainte-Agathe                          | « photo », notice no AP80L042308 « photo », notice no AP80L042309                                                | Moyen Âge                                                 | 45° 50′ 27″ N, 3° 36′ 09″ E |              |
|                                                | Château de Montlosier                                   | Aydat                                  | |                                                           |                             |              |
|                                                | Château de Montmorin                                    | Montmorin                              | | visitable                                                 |                             |              |
|                                                | Château de Montpeyroux                                  | Montpeyroux                            | | visitable                                                 |                             |              |
| Ruine ou disparu                               | Château de Montredon                                    | Aydat                                  | |                                                           |                             |              |
| Ruine ou disparu                               | Château de Montrognon                                   | Romagnat                               | |                                                           |                             |              |
| Néo-classique                                  | Château de Montsablé                                    | Lezoux                                 | | XIXe siècle                                               | 45° 51′ 02″ N, 3° 23′ 20″ E |              |
| Classicisme, classique                         | Château de Montséjour                                   | Le Cendre                              | | XVIIe siècle, détruit                                     | 45° 43′ 21″ N, 3° 11′ 15″ E |              |
| Château fort                                   | Château de Murol                                        | Murol                                  | | visitable                                                 |                             |              |
| Château fort                                   | Château de Murol                                        | Saint-Amant-Tallende                   | Inscrit MH (1999) · Notice no PA00092338                                                                         | XIVe siècle, propriété de la famille Giscard d'Estaing    | 45° 40′ 04″ N, 3° 06′ 31″ E |              |
| Ruine ou disparu                               | Château de Nonette                                      | Nonette                                | | visitable                                                 |                             |              |
| Château fort                                   | Château d'Olliergues                                    | Olliergues                             | Notice no IA00053478                                                                                             | XIIe siècle Visitable de juillet à août                   | 45° 40′ 35″ N, 3° 38′ 11″ E |              |
|                                                | Château d'Opme                                          | Romagnat                               | | visitable                                                 |                             |              |
|                                                | Château de l'Oradou                                     | Clermont-Ferrand                       | | démoli en 1985, collège, vestiges                         |                             |              |
|                                                | Château de Parentignat                                  | Parentignat                            | | visitable                                                 |                             |              |
| Classicisme, classique                         | Château de Péchaud (de Péchot)                          | Aulhat-Flat                            | « photo », notice no AP80L058852                                                                                 |                                                           | 45° 34′ 31″ N, 3° 19′ 49″ E |              |
|                                                | Château de Pionsat                                      | Pionsat                                | | visitable                                                 |                             |              |
|                                                | Château de Pinon                                        | Thiers                                 | |                                                           |                             |              |
| Maison (noble) · Hôtel particulier             | Château du Pirou (Maison du Piroux) (Hôtel du Charriol) | Thiers                                 | Classé MH (1907) · Notice no PA00092433                                                                          | XIVe et XVe siècles, visitable, musée, office de tourisme | 45° 51′ 15″ N, 3° 32′ 52″ E |              |
| Château fort · Néo-classique                   | Château de Polagnat                                     | Saint-Bonnet-près-Orcival              | Notice no IA63000394                                                                                             | XVe et XVIIe siècles, XVIIIe et XIXe siècles              | 45° 43′ 03″ N, 2° 51′ 03″ E |              |
|                                                | Château de Pont-du-Château                              | Pont-du-Château                        | |                                                           |                             |              |
|                                                | Château de Pontlière                                    | Maringues                              | |                                                           |                             |              |
|                                                | Château de Portabéraud                                  | Mozac                                  | | visitable                                                 |                             |              |
|                                                | Château du Pradal                                       | Mezel                                  | |                                                           |                             |              |
|                                                | Château de la Prade                                     | Cébazat                                | |                                                           |                             |              |
|                                                | Château de la Prugne                                    | Romagnat                               | |                                                           |                             |              |
| Château fort · Classicisme, classique          | Château des Quayres                                     | Laps                                   | Classé MH (1932) · Notice no PA00092152 · Notice no IA63000880                                                   | XIVe et XVIIIe siècles, parc                              | 45° 39′ 21″ N, 3° 14′ 50″ E |              |
| Maison forte                                   | Château de Rabanesse                                    | Clermont-Ferrand                       | Inscrit MH (2009) · Notice no PA63000096                                                                         | XVe et XVIIe siècles, XVIIIe siècle                       | 45° 46′ 07″ N, 3° 05′ 13″ E |              |
|                                                | Château de Randan                                       | Randan                                 | | visitable                                                 |                             |              |
|                                                | Château de Ravel                                        | Ravel                                  | | visitable                                                 |                             |              |
|                                                | Château des Raynauds                                    | Teilhède                               | |                                                           |                             |              |
| Château fort · Néo-classique                   | Château de la Reynerie                                  | Le Vernet-Chaméane (Vernet-la-Varenne) | | XIe et XVIe siècles, XVIIIe et XIXe siècles               | 45° 29′ 01″ N, 3° 25′ 52″ E |              |
| Classicisme, classique                         | Château de la Ribeyre                                   | Cournon-d'Auvergne                     | Inscrit MH (1980) · Notice no PA00092090                                                                         | XVIe et XVIIe siècles                                     | 45° 43′ 23″ N, 3° 12′ 05″ E |              |
|                                                | Château de la Roche                                     | Chaptuzat                              | | visitable                                                 |                             |              |
| Château fort · Ruine ou disparu                | Château-Rocher                                          | Saint-Rémy-de-Blot                     | | visitable                                                 |                             |              |
|                                                | Château de Rousselon                                    | Thiers                                 | |                                                           |                             |              |
|                                                | Château de Saint Bonnet                                 | Saint-Bonnet-lès-Allier                | |                                                           |                             |              |
|                                                | Château de Saint-Floret                                 | Saint-Floret                           | | visitable                                                 |                             |              |
|                                                | Château de Saint-Genès-l'Enfant                         | Malauzat                               | |                                                           |                             |              |
| Château fort                                   | Château de Saint-Gervazy                                | Saint-Gervazy                          | Inscrit MH (2011) · Notice no PA63000104                                                                         | visitable                                                 | 45° 24′ 49″ N, 3° 13′ 02″ E |              |
|                                                | Château de Saint-Saturnin                               | Saint-Saturnin                         | | visitable                                                 |                             |              |
|                                                | Château de Saint-Vincent                                | Blanzat                                | |                                                           |                             |              |
|                                                | Château de Sampigny                                     | Gerzat                                 | |                                                           |                             |              |
|                                                | Château de Sarcenat                                     | Orcines                                | |                                                           |                             |              |
| Classicisme, classique                         | Château de Sarlièves (de Sarliève)                      | Cournon-d'Auvergne                     | Inscrit MH (1992) · Notice no PA00092552                                                                         | XVIIe siècle                                              | 45° 44′ 23″ N, 3° 09′ 46″ E |              |
|                                                | Château de Saulnat                                      | Cellule                                | |                                                           |                             |              |
|                                                | Donjon de La Sauvetat                                   | La Sauvetat                            | | visitable                                                 |                             |              |
| Classicisme, classique                         | Château de la Suchère                                   | Aulhat-Flat                            | |                                                           | 45° 34′ 49″ N, 3° 18′ 03″ E |              |
| Néo-classique                                  | Château de Tallende                                     | Saint-Amant-Tallende                   | | XIXe siècle                                               | 45° 40′ 04″ N, 3° 06′ 16″ E |              |
| Château fort · Renaissance                     | Château de Teilhet                                      | Marat                                  | Inscrit MH (2001) · Notice no PA00092525                                                                         | XIVe et XVe siècles, XVIe et XVIIIe siècles               | 45° 40′ 47″ N, 3° 41′ 35″ E |              |
| Château fort                                   | Château de Terrol                                       | Cunlhat                                | « photo », notice no AP80L041067                                                                                 | XVe siècle                                                | 45° 38′ 12″ N, 3° 34′ 22″ E |              |
|                                                | Château de Theix                                        | Saint-Genès-Champanelle                | | colonie de vacances                                       | 45° 42′ 25″ N, 3° 01′ 09″ E |              |
| Forteresse, fort(ification) · Ruine ou disparu | Château de Thiers                                       | Thiers                                 | « photo », notice no IVR83_20116300613NUC4A « photo », notice no IVR83_20116300626NUC4A                          | Moyen Âge, XVIe et XVIIe siècles                          | 45° 51′ 15″ N, 3° 32′ 57″ E |              |
| Château fort · Classicisme, classique          | Château de Thuret                                       | Thuret                                 | | Moyen Âge, XVIe et XVIIe siècles, XVIIIe siècle           | 45° 58′ 04″ N, 3° 15′ 19″ E |              |
| Château fort · Ruine ou disparu                | Château de Tournoël                                     | Volvic                                 | Classé MH (1889) · Notice no PA00092478                                                                          | XIIe et XVe siècles, visitable                            | 45° 53′ 05″ N, 3° 02′ 18″ E |              |
| Ruine ou disparu                               | Château de Turluron                                     | Billom                                 | |                                                           |                             |              |
| Château fort · Ruine ou disparu                | Château d'Usson                                         | Usson                                  | « photo », notice no AP19L01215                                                                                  | Moyen Âge                                                 | 45° 31′ 42″ N, 3° 20′ 24″ E |              |
| Château fort · Ruine ou disparu                | Château de Vareilles                                    | Saint-Bonnet-près-Orcival              | | Moyen Âge, détruit                                        | 45° 41′ 58″ N, 2° 53′ 10″ E |              |
|                                                | Château de la Varenne                                   | Thiers                                 | |                                                           |                             |              |
| Renaissance · Néo-classique                    | Château de Varvasse                                     | Chanonat                               | Inscrit MH (1995) · Notice no PA00135216 · Notice no IA63000863                                                  | XVIe et XVIIIe siècles, XIXe siècle                       | 45° 41′ 38″ N, 3° 06′ 07″ E |              |
| Classicisme, classique                         | Château du Verdier                                      | Cunlhat                                | | XVIIe siècle                                              | 45° 37′ 24″ N, 3° 32′ 25″ E |              |
|                                                | Château des Vergnes                                     | Clermont-Ferrand                       | |                                                           |                             |              |
|                                                | Manoir de Veygoux                                       | Charbonnières-les-Varennes             | |                                                           |                             |              |
| Ruine ou disparu                               | Château de la Vilatelle                                 | Saint-Gervais-d'Auvergne               | |                                                           |                             |              |
| Ruine ou disparu                               | Château de Villemont                                    | Vensat                                 | | visitable                                                 |                             |              |
| Renaissance                                    | Château de Villeneuve-Lembron                           | Villeneuve                             | | visitable                                                 |                             |              |
|                                                | Château de Vinzelles                                    | Volvic                                 | |                                                           |                             |              |
|                                                | Château de Viverols                                     | Viverols                               | |                                                           |                             |              |
|                                                | Château du Vivet                                        | Volvic                                 | |                                                           |                             |              |
| Renaissance · Classicisme, classique           | Château de Voissieux                                    | Saint-Bonnet-près-Orcival              | Notice no IA63000395                                                                                             | XVIe et XVIIe siècles, XVIIIe siècle                      | 45° 41′ 26″ N, 2° 52′ 01″ E |              |
|                                                | Château de Vollore                                      | Vollore-Ville                          | | visitable                                                 |                             |              |